# Eumam-myeon
Eumam-myeon (koreanska: 음암면) är en socken i  Sydkorea.  Den ligger i kommunen Seosan och provinsen Södra Chungcheong, i den västra delen av landet, 100 km söder om huvudstaden Seoul.